# Cattedrale di San Michele (Rikitea)
L'ex cattedrale di San Michele (in francese: Cathédrale Saint-Michel) è la ex-cattedrale dell'arcidiocesi di Papeete, si trova a Rikitea, nell'isola di Mangareva, in Polinesia francese.

## Storia
La chiesa è stata costruita sotto gli auspici di missionari picpusiani. La prima pietra fu posta il 17 gennaio del 1839 e la chiesa fu completata nell'agosto del 1841. Le sue due torri sono state aggiunte tra il 1843 ed il 1858. Un restauro è stato effettuato nel 2010 e la chiesa è stata riaperta nel dicembre del 2011.

## Galleria d'immagini

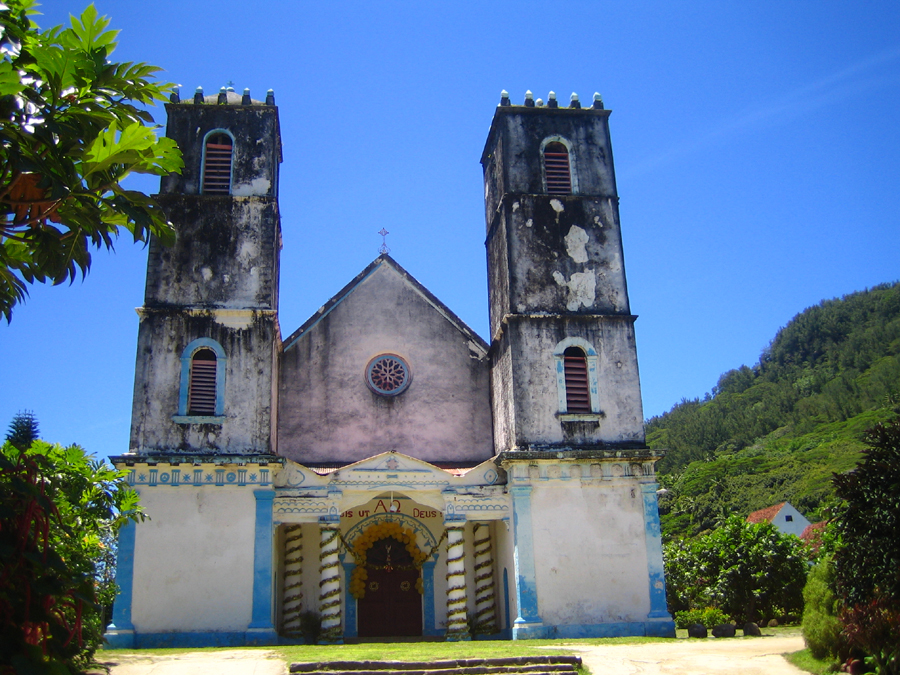
La cattedrale prima della ristrutturazione (2006)
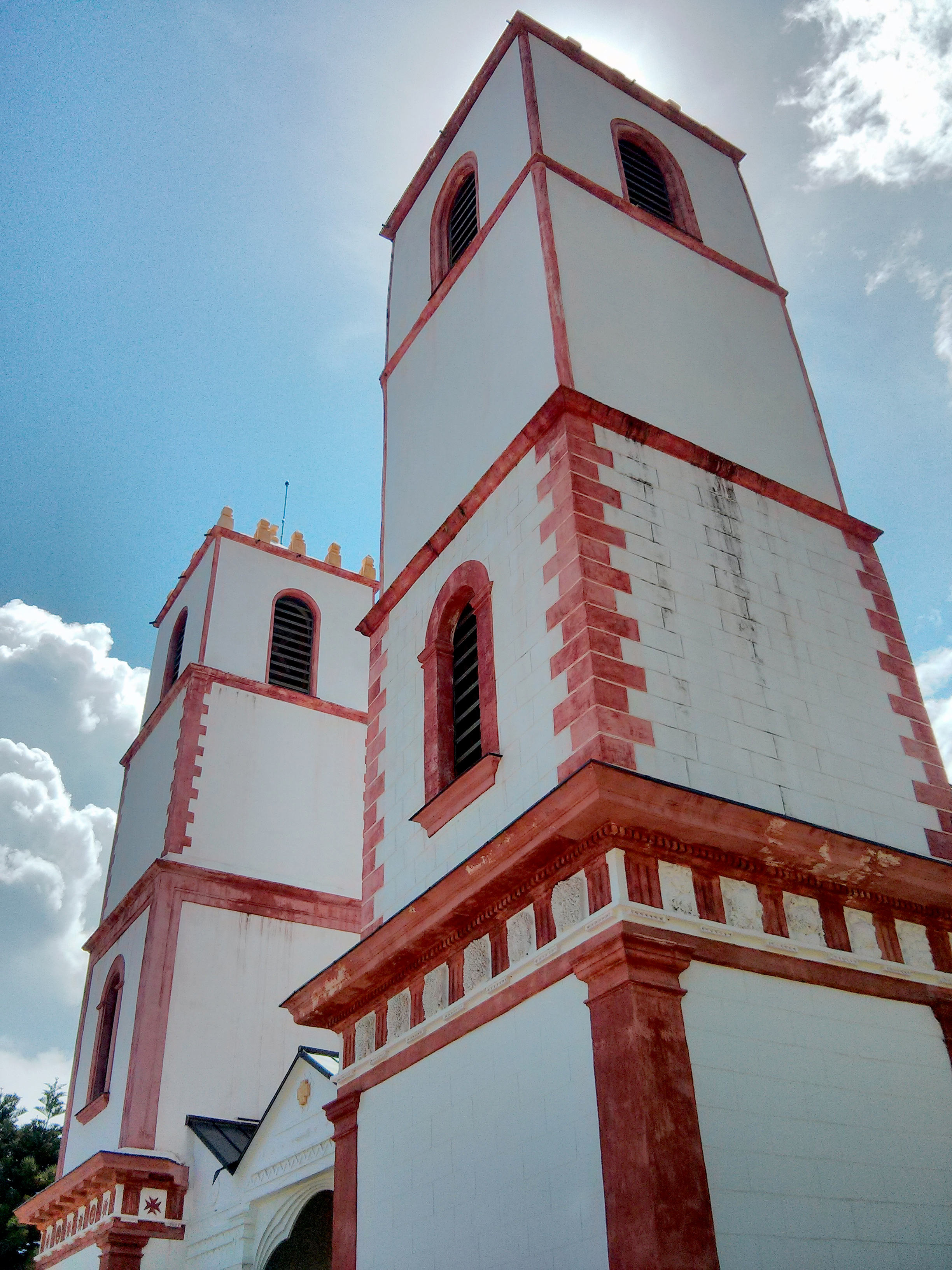
Le torri della cattedrale dopo la ristrutturazione
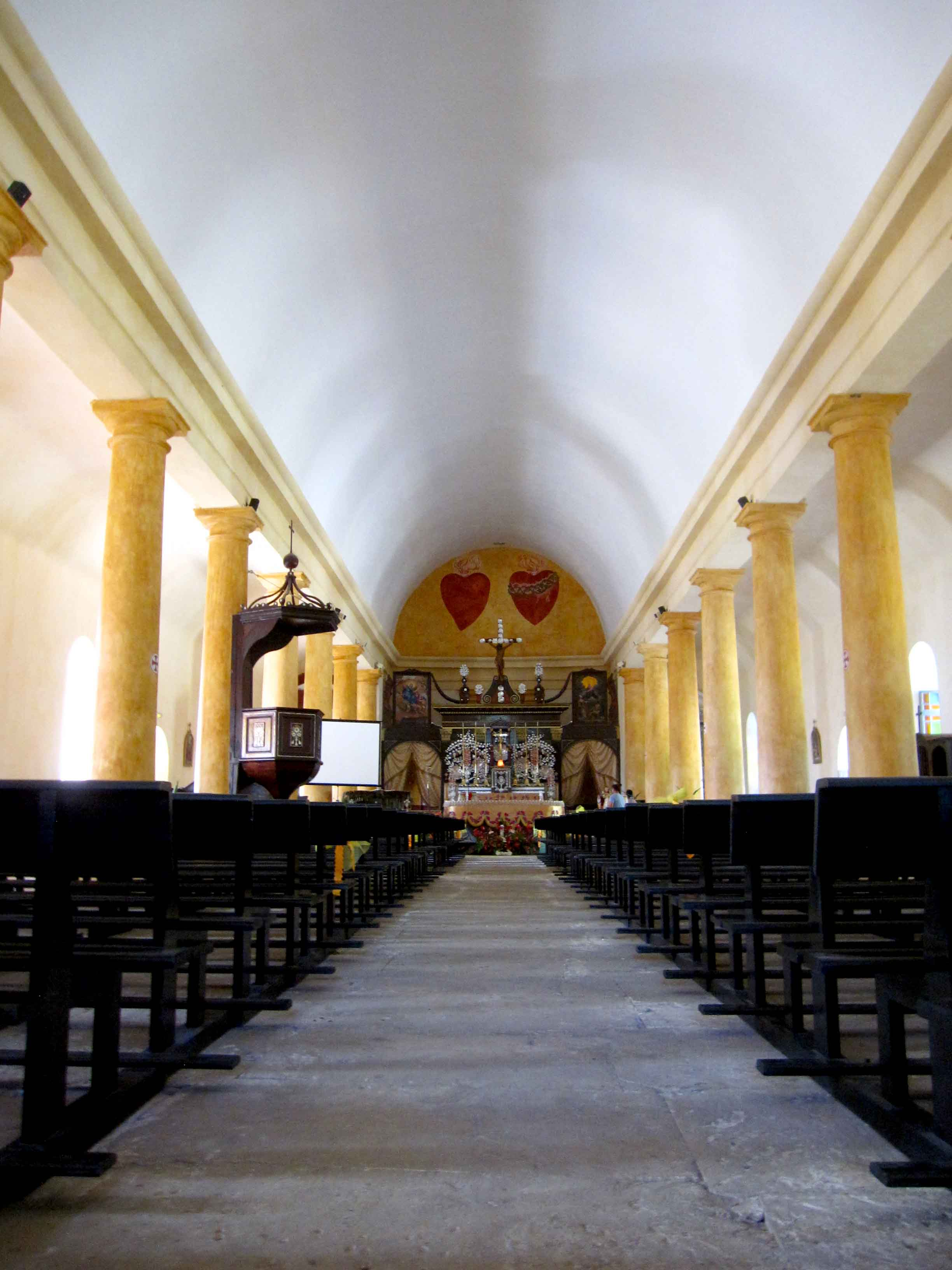
Interno
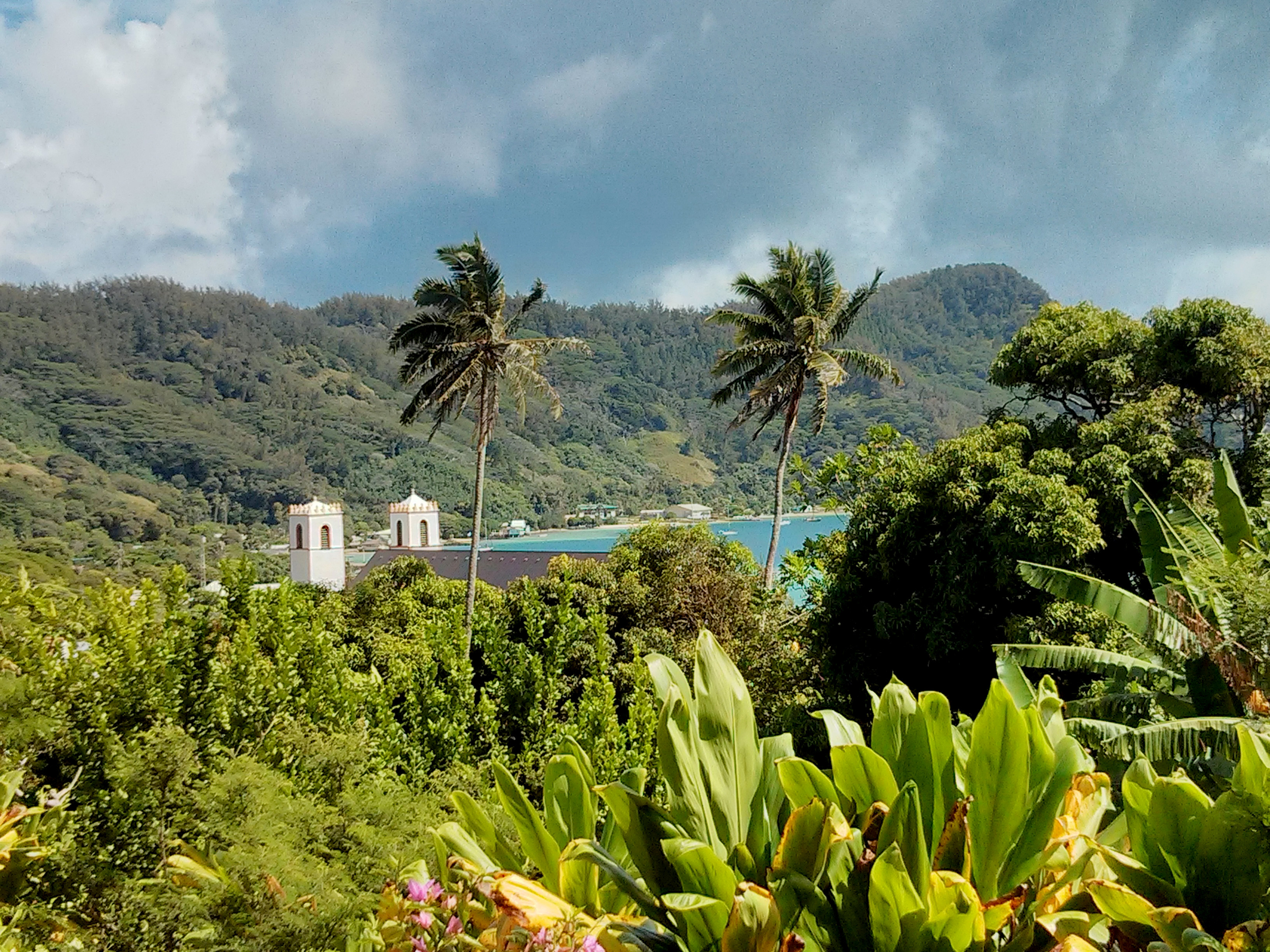
Vista delle torri nel paesaggio di Mangareva